# Presidente del Estado de Palestina
El presidente del Estado de Palestina (en árabe: رئيس السلطة الوطنية الفلسطينية‎) es el cargo político más alto (equivalente a jefe de Estado) de Palestina. El presidente nombra al primer ministro, encargado del poder ejecutivo, del gobierno. Desde 2006 el cargo lo ocupa Mahmud Abás. Las últimas elecciones fueron en 2006. Mahmud Abás se comprometió varias veces entre 2006 y 2020 en llamar a elecciones pero no lo hizo.

## Historia anterior: presidencia de la Autoridad Nacional Palestina
Yasir Arafat se convirtió en el primer presidente de la Autoridad Nacional Palestina, cuando este órgano de Gobierno fue creado en 1994. Su designación fue validada por una elección que tuvo lugar el 20 de enero de 1996, pero futuras elecciones fueron suspendidas y permaneció en el cargo hasta su muerte el 11 de noviembre de 2004.
El portavoz del Consejo Legislativo Rawhi Fattouh asumió la mayor parte de los deberes de Arafat y fue nombrado presidente interino, desde el 11 de noviembre de 2004, hasta las futuras elecciones presidenciales. Se realizaron en enero de 2005, en las que salió ganador Mahmud Abbas del partido Fatah. En 2013, cambió su denominación a Presidente de Palestina, siendo en 2012 aceptado como Estado observador de la ONU.

## Funciones y responsabilidades
- Comandante en jefe de las Fuerzas Armadas Palestinas;
- Enviar y recibir a todos los Embajadores;
- Concesión de indultos o conmutar sentencias, pero no una amnistía general;
- En casos excepcionales y si el Consejo Legislativo no está en sesión, puede emitir decretos con fuerza de ley, pero estos deben ser presentados ante el Consejo Legislativo tan pronto como sea posible para su aprobación o anulación;
- Nombramiento del primer ministro y posibilidad de destitución del cargo;
- Ordenar al primer ministro de Palestina reunir al Consejo de Ministros;
- Imposibilidad disolver el Consejo Legislativo y llamar a elecciones adelantadas.

## Vacante
El cargo de Presidente debe ser considerado vacante en cualquiera de los siguientes casos:
- Muerte;
- Renuncia presentada ante el Consejo Legislativo de Palestina y aceptada por dos tercios de sus miembros;
- Considerado legalmente incompetente por un fallo emitido por la Corte Constitucional Suprema y subsecuentemente aprobado por dos tercios del Consejo Legislativo de Palestina.

En el caso de quedar vacante el cargo, el portavoz del Consejo Legislativo de Palestina debe asumir las funciones y deberes de la Presidencia de Palestina de forma temporal (interino), por un período que no exceda los 60 días, durante los cuales se deberán celebrar elecciones libres y directas para elegir a un nuevo presidente, según la Ley de Elecciones de Palestina.

## Presidentes de Estado de Palestina
| Presidencia | Nombre            | Nombre | Nombre | Nació - Murió | Tomó el cargo      | Dejó el cargo      | Partido político | Jurisdicción     |
| ----------- | ----------------- | ------ | ------ | ------------- | ------------------ | ------------------ | ---------------- | ---------------- |
| 1           | Mahmoud Abbas     |        |        | 1935 -        | 5 de enero de 2013 | 2 de junio de 2014 | Fatah            | Cisjordania      |
| 1           | Abdel Aziz Duwaik |        |        | 1949 -        | 5 de enero de 2013 | 2 de junio de 2014 | Hamás            | Franja de Gaza   |
| 2           | Mahmoud Abbas     |        |        | 1935 -        | 2 de junio de 2014 | En el cargo        | Fatah            | Palestina (toda) |